# Omar Elabdellaoui
Omar Elabdellaoui, född 5 december 1991, är en norsk fotbollsspelare som spelar för Bodø/Glimt. Han spelar även för det norska landslaget.

## Karriär
I augusti 2020 värvades Elabdellaoui av turkiska Galatasaray, där han skrev på ett treårskontrakt. I december 2022 värvades Elabdellaoui av Bodø/Glimt, där han skrev på ett tvåårskontrakt.